# Allermöher See
Der Allermöher See ist ein in einer großen Grünanlage zwischen den Siedlungen Neu-Allermöhe und Neu-Allermöhe Ost gelegener Badesee bei Hamburg-Bergedorf.

## Beschreibung
Der See entstand 1984 durch Ausbaggerung für Kiesgewinnung für ein Neubaugebiet.
Der See wird als Bade- und Angelsee genutzt. Er verfügt streckenweise über ein naturnahes Ufer mit Schilfzonen und Gebüschen. Am Nordufer befindet sich ein Sandstrand, vor dem eine Flachwasserzone als Nichtschwimmerbereich angelegt worden ist. Der Nichtschwimmerbereich ist mit weißen Tonnen markiert. Auf dem See schwimmt eine Badeplattform. Am Strand gibt es ein Toilettenhäuschen und eine Dusche sowie ein Klettergerüst.

## Badeunfälle
- Am 10. August 2024 starb ein 23-jähriger Mann im See
- Am 5. Juni 2021 starb ein 26-Jähriger, nachdem eine Sandkante, auf der er stand, abbrach.[3]
- Am 5. Juni 2016 ertrank erneut ein Junge im Alter von 17 Jahren.[4]
- Am 4. Juni 2016 ertrank am späten Nachmittag/frühen Abend ein 17-jähriger Junge.[5]
- Am 30. Mai 2012 ertrank am frühen Abend ein 14-jähriges Mädchen. Eine weitere junge Schwimmerin überlebte knapp.[6][7]
- 2010 ertrank ein 23-jähriger Mann, ein 13-jähriger Junge wurde im selben Jahr gerettet.[8]

Am 1. Oktober 2014 wurde ein Gedenkstein am Badestrand eingeweiht. Er trägt die Aufschrift „In Erinnerung an die jungen Menschen, die hier bei Badeunfällen ihr Leben verloren haben“ sowie die Aufforderung Sei Wachsam in fünf Sprachen.

## Wasseraufsicht
Seit dem 31. Mai 2015 übernimmt der SiWa – Sicheres Wasser e. V. die Badeaufsicht während der Badesaison bei gutem Wetter zwischen 14:00 und 19:00 Uhr. Seit dem 7. April 2015 befinden sich am See zwei Container für die Wasseraufsicht.
Im Jahr 2023 hat die Wasserwacht des Deutschen Roten Kreuzes, Kreisverband Hamburg Altona und Mitte e. V. die Badeaufsicht an den Wochenende im Sommer übernommen.
Seit 2024 hat der Verein SiWa – Sicheres Wasser e. V. die Badeaufsicht während der Badesaison wieder übernommen.
Ein Angebot des DLRG, eine Badeaufsicht am Allermöher See zu stellen, hatte das Bezirksamt Bergedorf im Frühjahr 2012 abgelehnt.

## Bildergalerie

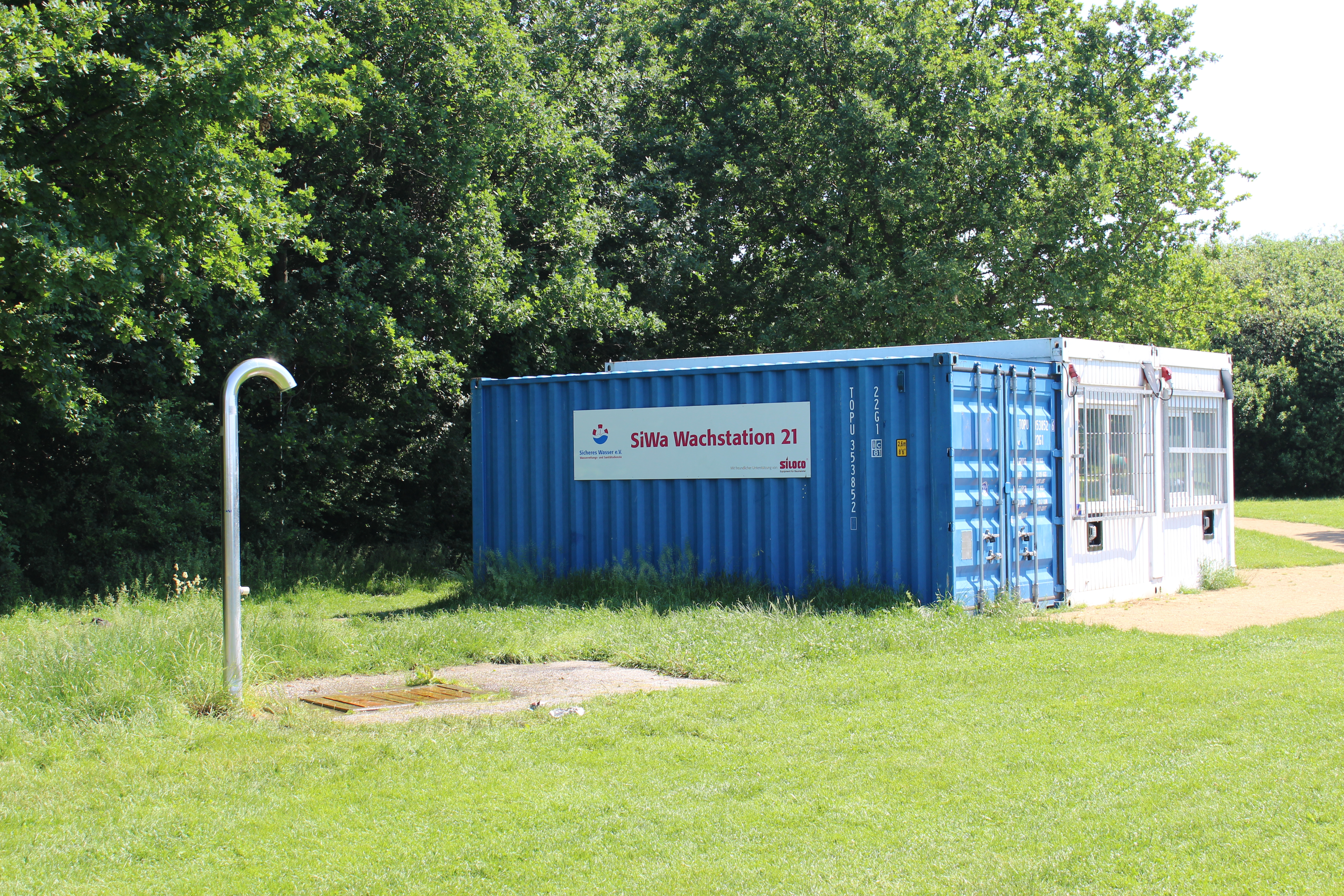
Wachstation 21 des SiWa Sicheres Wasser e. V. am Allermöher See
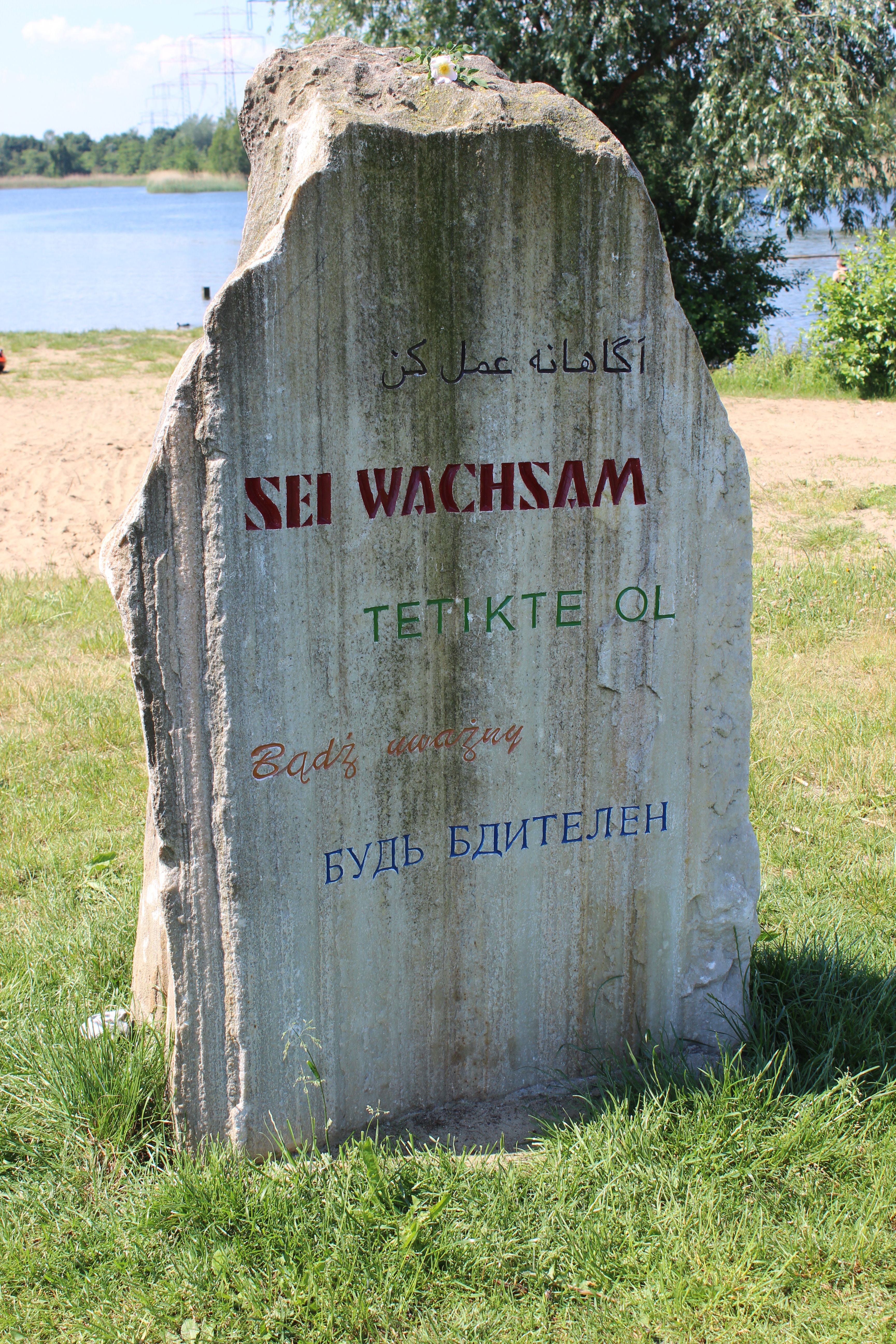
Gedenkstein zur Erinnerung an die Ertrunkenen am Allermöher See
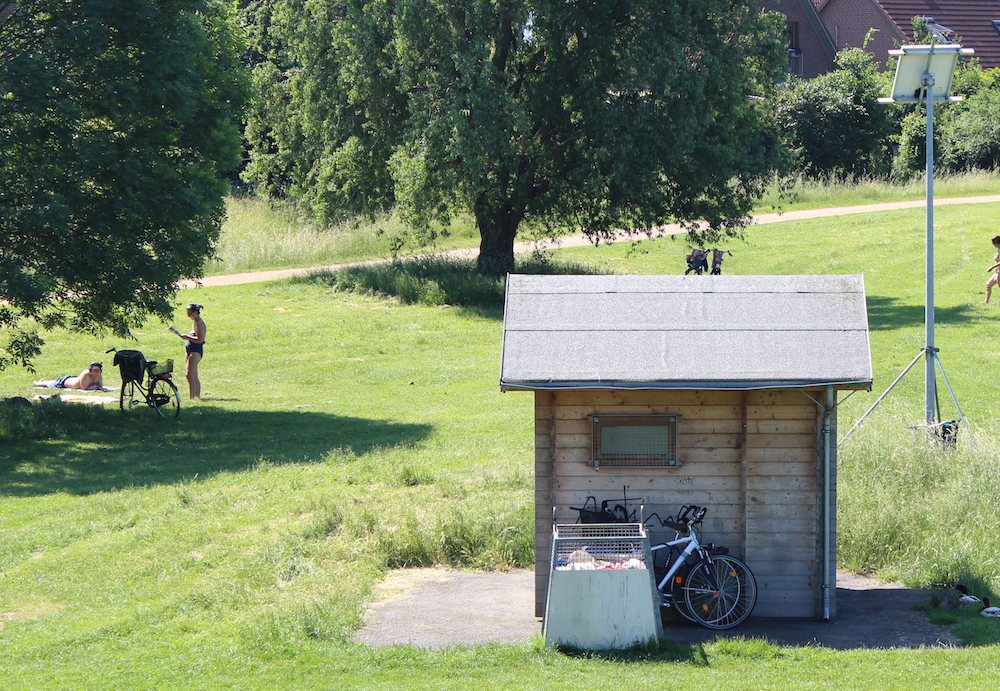
Toilettenhaus am Allermöher See